# Nowa Wieś Lubińska
Nowa Wieś Lubińska – wieś w Polsce położona w województwie dolnośląskim, w powiecie polkowickim, w gminie Polkowice.

## Podział administracyjny
W latach 1975–1998 miejscowość administracyjnie należała do województwa legnickiego.

## Zabytki
Do wojewódzkiego rejestru zabytków wpisany jest:
- cmentarz ewangelicki, obecnie rzymskokatolicki, z XIX w.